# Route nationale 64 (Argentine)
Pour les articles homonymes, voir Route nationale 64.
La route nationale 64 (espagnol : Ruta Nacional 64) est une route nationale argentine pavée qui part du sud de Tucumán, traverse Catamarca et pénètre dans le centre-ouest de la province de Santiago del Estero. Son tracé pavé de 164 kilomètres relie l'angle de l'Avenida Aristóbulo del Valle et de l'Avenida Bolivia (ex-route nationale 34) dans la ville de La Banda et la route nationale 38 dans les environs de la petite ville de Rumi Punco.

## Histoire
Par le passé, cette route avait un autre itinéraire à l'ouest de la ville de Las Cañas, dans la province de Catamarca. La route allait vers le sud-ouest (actuellement elle va vers le nord-ouest), passait par El Alto, et après avoir traversé la Sierra de Ancasti par la Cuesta del Portezuelo, en descendant de 1 000 mètres sur 18 km de route en corniche, elle se terminait à la jonction avec la route nationale 38, à 11 km à l'est de San Isidro, à quelques kilomètres à l'est de la capitale de la province. Désormais, cette route fait partie de la route provinciale 42.
La route est conçue sur un ancien chemin de terre qui est pavé en 1946 et transformé en route entièrement asphaltée en 1952 par Francisco Javier González et le président Juan Domingo Perón.
En 2010, le gouvernement national inaugure la déviation de la route 64 donnant accès à Santiago Capital. Ces travaux ont permis de relier la route nationale 9 sud à la route nationale 9 nord et à la route nationale 64, inaugurée par le gouverneur Gerardo Zamora et le maire Dr Hugo Infante,.